# Termitodius chaki
Termitodius chaki är en skalbaggsart som beskrevs av Reyes och Martinez 1979. Termitodius chaki ingår i släktet Termitodius och familjen Aphodiidae. Inga underarter finns listade i Catalogue of Life.